# Antoine Béranger
Antoine Béranger, né à Paris le 19 mai 1785 et mort à Sèvres le 21 avril 1867, est un artiste peintre, peintre sur porcelaine et graveur français.

## Biographie
Attaché pendant longtemps à la manufacture de Sèvres, à la célébrité de laquelle il a contribué pour une grande part.
Ses enfants, Charles Béranger, Jean-Baptiste Antoine Emile Béranger (1814-1883) et Suzanne Estelle Apoil, nés à Sèvres, sont également peintres. Il est inhumé au cimetière des Bruyères (Sèvres).

## Œuvres

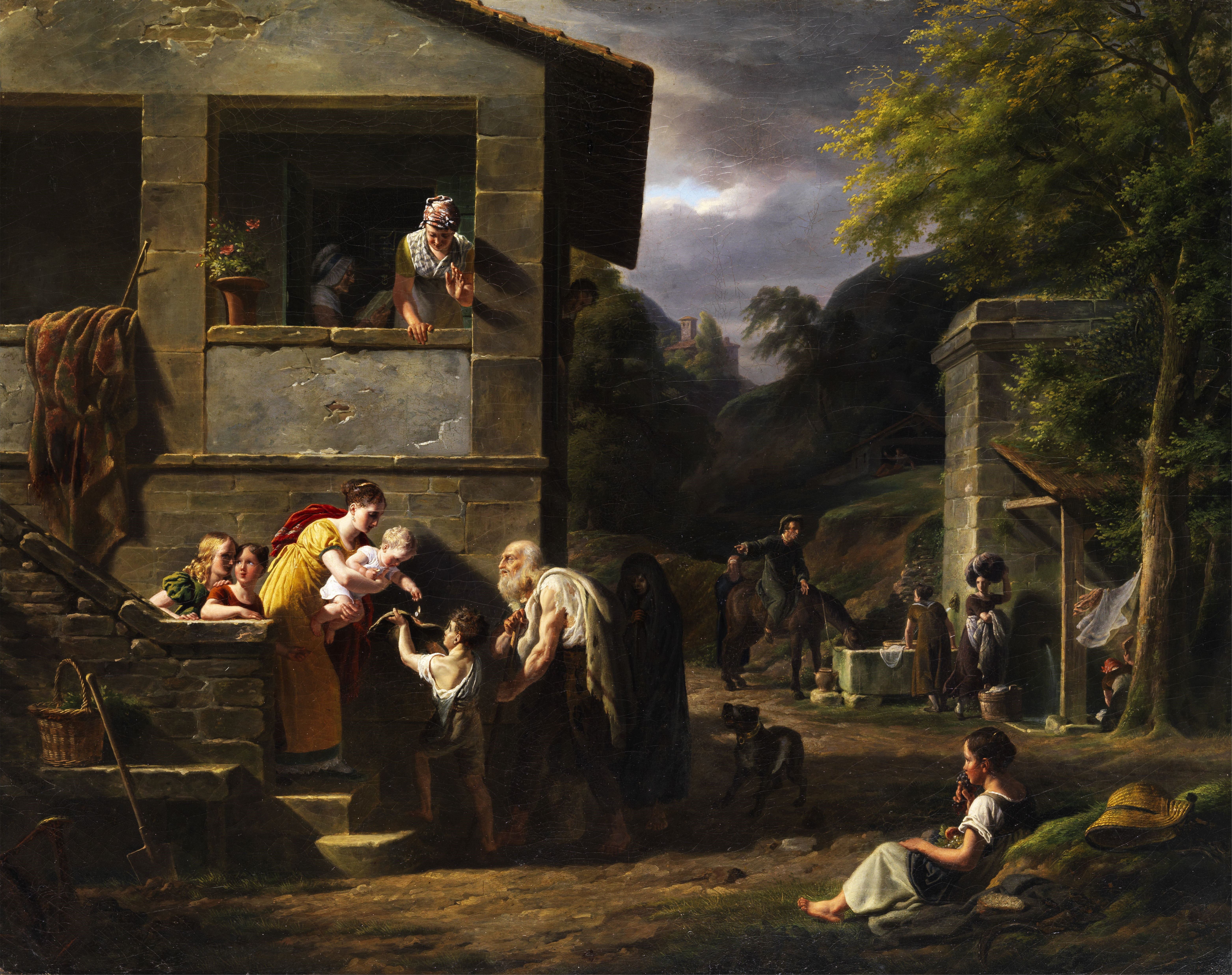
Blinder Bettler und Kleiner Junge am Haus Einer Vornehmen Dame.

- 1810, Cabaret égyptien de Napoléon Ier, Antoine Béranger, Manufacture de Sèvres, musée du Louvre[3]
- 1813, L'entrée à Paris des œuvres destinées au Musée Napoléon, Musée national de Céramique[4],[5],[6]
- 1813, Frukostservis med porträtt av antikens stora lagstiftare och krigare, Antoine Béranger et Jean-François Philippine, Nationalmuseum[7]
- 1814, Vase fuseau, Musée du Louvre, Aile Richelieu, ancienne collection de la duchesse de Berry[8],[9]
- 1819, peinture, Blinder Bettler und Kleiner Junge am Haus Einer Vornehmen Dame, collection privée[10]
- 1823, estampe, portrait d'Alexandre-Théodore Brongniart, d'après François Pascal Simon, baron Gérard, collections de l'école nationale supérieure des beaux-arts[11]
- 1824, Les suites de la séduction, Musée de l'Assistance Publique-Hopitaux de Paris[12],[13]